# Devin Smith
Devin Michael Smith, (New Castle, Delaware, 12 de abril de 1983) es un exjugador y actual entrenador de baloncesto estadounidense. Con 1.98 de estatura, jugaba en la posición de alero. Actualmente ejerce como asistente en los Capital City Go-Go de la NBA G League.

## Trayectoria
- San Sebastián Gipuzkoa Basket Club (2005-2007)
- Felice Scandone Avellino (2007-2008)
- Fenerbahçe Ülker (2008-2009)
- Panellinios BC (2009-2010)
- Pallacanestro Treviso  (2010-2011)
- Maccabi Tel Aviv (2011-2017)

## Palmarés

### Clubes
- Copa de Italia: 1

Felice Scandone Avellino: 2008
- Copa de Israel: 6

Maccabi Tel Aviv: 2012, 2013, 2014, 2015, 2016, 2017
- Liga Adriática: 1

Maccabi Tel Aviv: 2011-12
- Euroliga: 1

Maccabi Tel Aviv: 2013-14
- Liga de Israel: 2

Maccabi Tel Aviv: 2012, 2014

### Individual
- MVP Copa Italia Serie A: 1

Felice Scandone Avellino: 2008
- Eurocup Quinteto ideal: 2

Panellinios BC: 2009-2010
Pallacanestro Treviso: 2010-2011
- Euroliga, segundo quinteto ideal: 1

Maccabi Tel Aviv: 2014-15
- MVP de la Copa de la Liga de Israel:

Maccabi Tel Aviv: 2015